# Slavkov (Olbramovice)
Slavkov je malá vesnice, část obce Olbramovice v okrese Benešov. Nachází se asi 2,5 km na západ od Olbramovic. V roce 2009 zde bylo evidováno 21 adres. Slavkov leží v katastrálním území Křešice u Olbramovic o výměře 8,18 km².

## Historie
První písemná zmínka o vesnici pochází z roku 1360.
Za druhé světové války se ves stala součástí vojenského cvičiště Zbraní SS Benešov a její obyvatelé se museli 1. dubna 1944 vystěhovat.

## Pamětihodnosti
- Tvrz v blízkosti dvora Strýčkov
- přírodní památka Slavkov